# Naissance en 1304
Naissance
- 1300
- 1301
- 1302
- 1303
- 1304
- 1305
- 1306
- 1307
- 1308

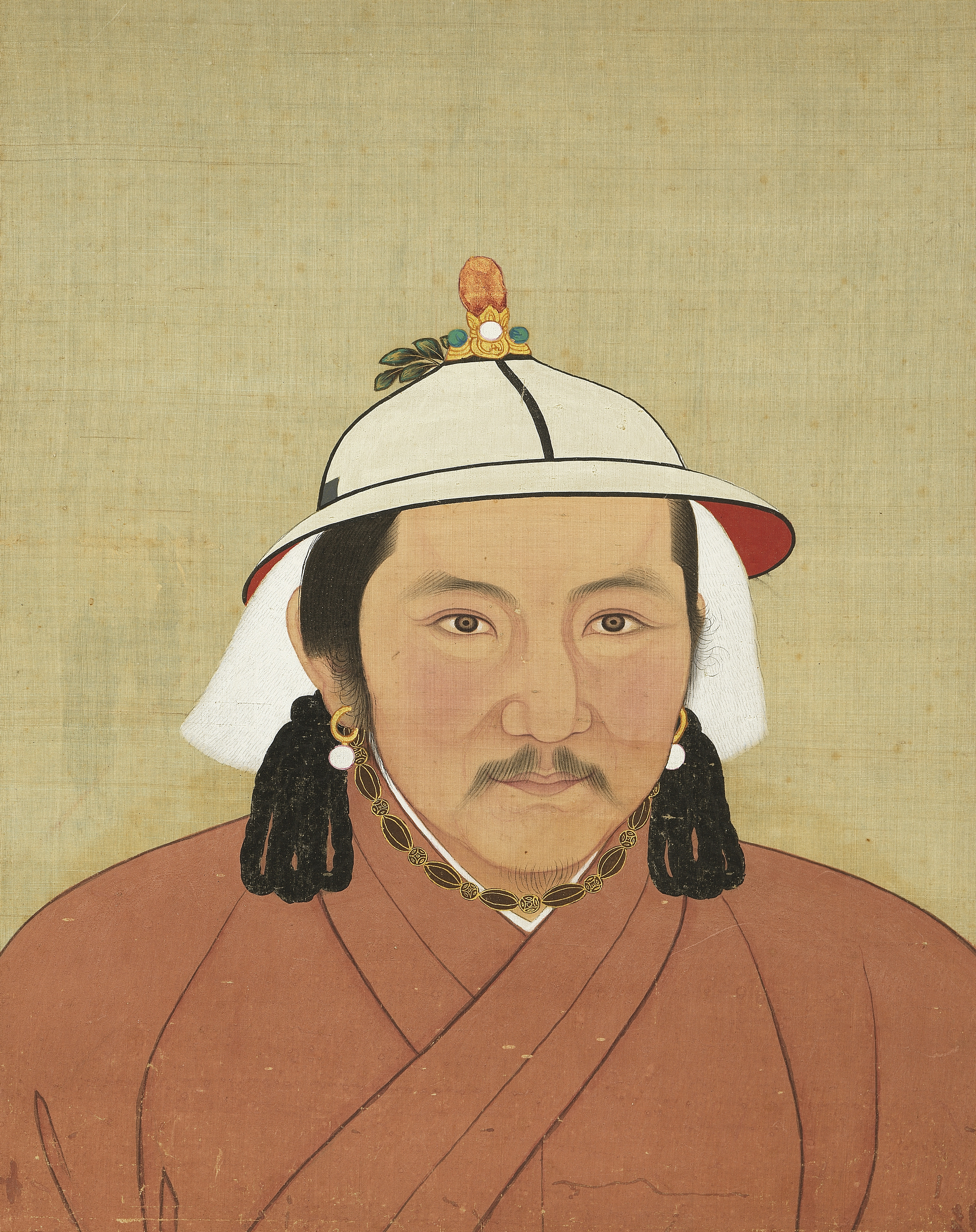
Tövtömör Khan, né en 1304.

Cette page dresse une liste de personnalités nées au cours de l'année 1304  :
- 24 février : Ibn Battuta, ou Abu Abdallah Muhammad Ibn Abdallah al-Lawati at-Tanji Ibn Battuta, grand voyageur arabe.
- 20 juillet : Pétrarque, écrivain italien.
- 2 septembre : Tövtömör Khan, 8e empereur de la Dynastie Yuan.

- Magnus Ier de Brunswick-Wolfenbüttel, prince de Brunswick-Wolfenbüttel.
- Jean Colombini, marchand italien, fondateur de l'ordre des Jésuates.
- Gunther de Schwarzbourg, roi de Germanie.
- Jeanne de Valois, noble française.
- Marco de Viterbe,  ministre général de l'ordre des franciscains puis cardinal.
- Lodewijk Heyligen, moine bénédictin et théoricien de la musique originaire de la Principauté de Liège qui a servi en tant que maître de musique du  cardinal   Giovanni Colonna à Avignon.
- Ibn al-Shâtir, ou ʿAlāʾ al‐Dīn ʿAlī Ibn Ibrāhīm Ibn Al-Shâtir Al Dimashqi, scientifique et astronome.
- Thomas II de Saluces, marquis de Saluces.
- Saw E, sixième souverain du Royaume d'Hanthawaddy, en Basse-Birmanie.

date incertaine (vers 1304)
- Louis Ier de Flandre, dit Louis de Dampierre, Louis de Nevers ou Louis de Crécy, comte de Flandre (Louis Ier), de Nevers et de Rethel (Louis II), seigneur de Malines.

## Crédit d'auteurs
- Cet article est partiellement ou en totalité issu de l'article intitulé « 1304 » (voir la liste des auteurs).